# Boksning under sommer-OL 2016 – Mellemvægt (damer)
Kvindernes mellemvægtsklasse i boksning under sommer-OL 2016 i Rio de Janeiro blev afholdt i perioden d. 12. - 19. august 2016 i Riocentro.